# Dreptul la căsătorie
Dreptul la căsătorie face referie la dreptul oricăror doi indivizi de a se căsători. Căsătoria se bazează pe decizia liber consimțită între cei doi soți. 
În România, dreptul la căsătorie este un drept constituțional, fiind trecut în Constituție în articolul 48. Prevederile constituționale legate de dreptul la căsătorie se află în deplină conformitate cu cele din tratatele internaționale la care România a aderat, precum Declarația Universală a Drepturilor Omului.